# کلونمل (کانزاس)
کلونمل (به انگلیسی: Clonmel) یک منطقهٔ مسکونی در ایالات متحده آمریکا است که در کانزاس واقع شده‌است. کلونمل ۴۱۷٫۸۹ متر بالاتر از سطح دریا قرار دارد.